# Hypostomus regani
Hypostomus regani är en fiskart som först beskrevs av Ihering, 1905.  Hypostomus regani ingår i släktet Hypostomus och familjen Loricariidae. Inga underarter finns listade i Catalogue of Life.